# Pseudechis australis
Il serpente bruno reale (Pseudechis australis) è un serpente velenoso. Chiamato dagli australiani King Brown per via della colorazione e delle dimensioni, è il serpente velenoso più diffuso in Australia.

## Biologia
Di dimensioni che variano tra gli 1.5 e i 3 metri circa, è un serpente piuttosto grande dal corpo cilindrico di colore solitamente marrone uniforme ( da qui l'aggettivo in lingua inglese brown ) sul dorso, che va gradatamente schiarendosi sul ventre. La colorazione di questa specie può variare in base alla distribuzione geografica, e può raggiungere tonalità vicine al grigio, al nero e al rosso.
È attivo sia durante le ore notturne quanto in quelle diurne . Nei mesi estivi cerca riparo in grotte o fessure tra le rocce durante le ore più calde della giornata, per cacciare le sue prede al crepuscolo.
Il King Brown è un agile e polivalente predatore che si nutre di sauri, anfibi, roditori e occasionalmente di uccelli; inoltre è ben adattato a predare altri serpenti, inclusi quelli velenosi.

## Distribuzione e pericolosità
La sua distribuzione è molto ampia, dall'estremo sud della Nuova Guinea a tutta l'Australia (esclusa la costa meridionale) e si può dire altrettanto della sua diffusione: sono molteplici gli habitat in cui lo si può trovare, dalle foreste al deserto, spesso addirittura in prossimità dei grandi centri abitati. Questa sua grande adattabilità ad ambienti diversi, la sua ampia diffusione unita ad un potente veleno (LD50 di 1.94 mg/kg), lo rendono uno tra i serpenti più pericolosi dell'Australia, probabilmente secondo solo al taipan. 
Di norma non ha un temperamento aggressivo, ma, se minacciato o impossibilitato alla fuga, rivela un temperamento assai battagliero: appiattendo il collo a forma di nastro, emette forti sibili e solleva il corpo fino a un terzo della sua lunghezza, preparandosi a colpire l'aggressore.
Nonostante abbia un veleno dal minore tasso di velenosità rispetto al taipan, è tuttavia in grado di inocularne quantità elevatissime con un solo morso (fino a 4 - 5 volte di più rispetto alla media); in aggiunta, spesso morde più volte o tende a "masticare" l'obbiettivo. Tutti motivi in più per trattare questo serpente con estrema cautela.

## Riproduzione
La stagione degli amori e l'accoppiamento occorrono solitamente nella tarda primavera. Depone in media dalle 11 alle 16 uova, ma secondo occasione può essere anche ovoviviparo, partorendo da 16 a 22 neonati.